# 汪文柏
汪文柏（？—？），字季青，号柯亭，桐乡人，清代文學家。

## 生平
汪文桂之弟。好讀書，早年為附贡生，歷官东城兵马司正指挥、行人司行人。文柏兄弟好藏书，文柏有古香楼，文桂有裘杼楼，汪森有碧巢书屋。著有《柯庭余习》、《古香楼吟稿》等。